# Royal Windsor Lodge

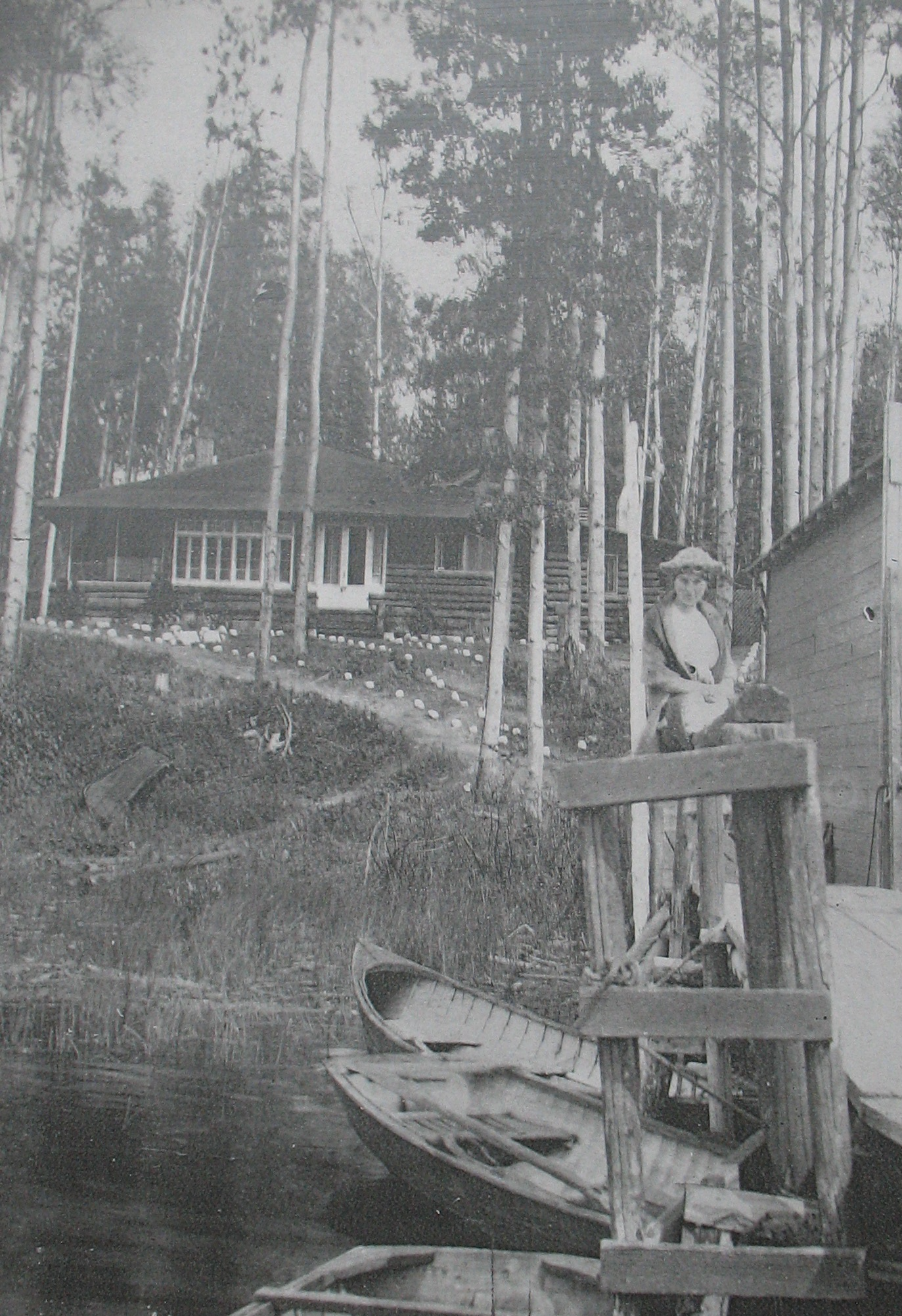
Haupthaus der Lodge, um 1930

Die Royal Windsor Lodge, früher Nipigon Lodge genannt, ist heute eine Gruppe von Jagd- und Fischerhütten am Nipigonsee im Norden der kanadischen Provinz Ontario. Die als Lodge bezeichnete Einrichtung befindet sich am Highway 11 an der Orient Bay, etwa 120 km nördlich von Thunder Bay. Sie reicht bis 1914 zurück und weist eine Reihe historisch wertvoller Gebäude auf.

## Geschichte

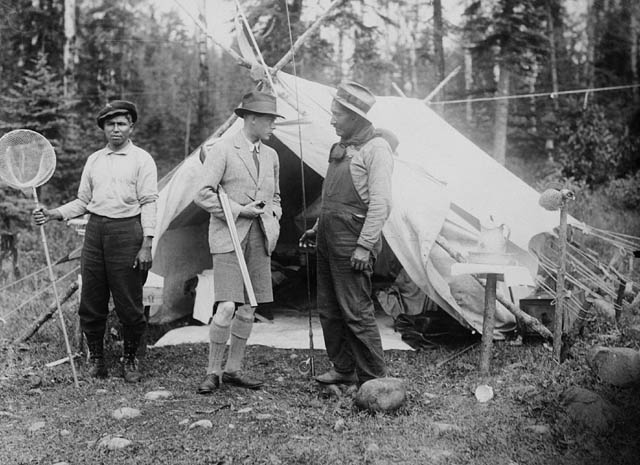
Der seinerzeitige Prinz von Wales und spätere König Eduard VIII. bei seinem zweiten Besuch im Jahr 1919

1914 von den Naturfreunden („conservationists“) Glen Chamberlain Jr. und seiner Frau Muriel als „fishing lodge“ mit dem Namen Nipigon Lodge gegründet, reichen einige der heutigen Gebäude einschließlich von Teilen der Inneneinrichtung bis in die 1920er Jahre zurück. Sie wurden für die Canadian National Railway als Luxusunterkünfte für geladene Gäste errichtet. Diese fuhren bis Orient Bay, um an der Lodge Forellen zu fischen. Ab 1916 wurde die Lodge vom Prince Arthur Hotel in Port Arthur gemanagt, sie konnte zu dieser Zeit etwa 25 Gäste unterbringen.
Bald interessierten sich neben Anglern und Kanuten auch Entomologen für das Gebiet, insbesondere für die zahlreichen Libellen, wie überhaupt Naturliebhaber. Dazu trugen etwa die nahe gelegenen Virgin Falls bei, vor allem die dortige Portage, und andere Naturschönheiten. Zugleich ließ man den Wald, der seit den 1890er Jahren weitgehend abgeholzt worden und Bränden zum Opfer gefallen war, sich wieder erholen.
1922 konnte man dort ab 3,50 Dollar nächtigen, allerdings war die Lodge meist nur von Mitte Juni bis Mitte September geöffnet. Dabei konnte sie um 1931 etwa 40 Gäste aufnehmen, die meist per Bahn kamen. Schon ab den 1930er Jahren löste das Automobil die Eisenbahn auch unter den Lodge-Besuchern zunehmend ab, was wiederum die Landschaft veränderte. Diese Besucher kamen aus Australien und Neuseeland, Großbritannien, den USA und aus Kanada selbst; auch kamen nun zunehmend Frauen.

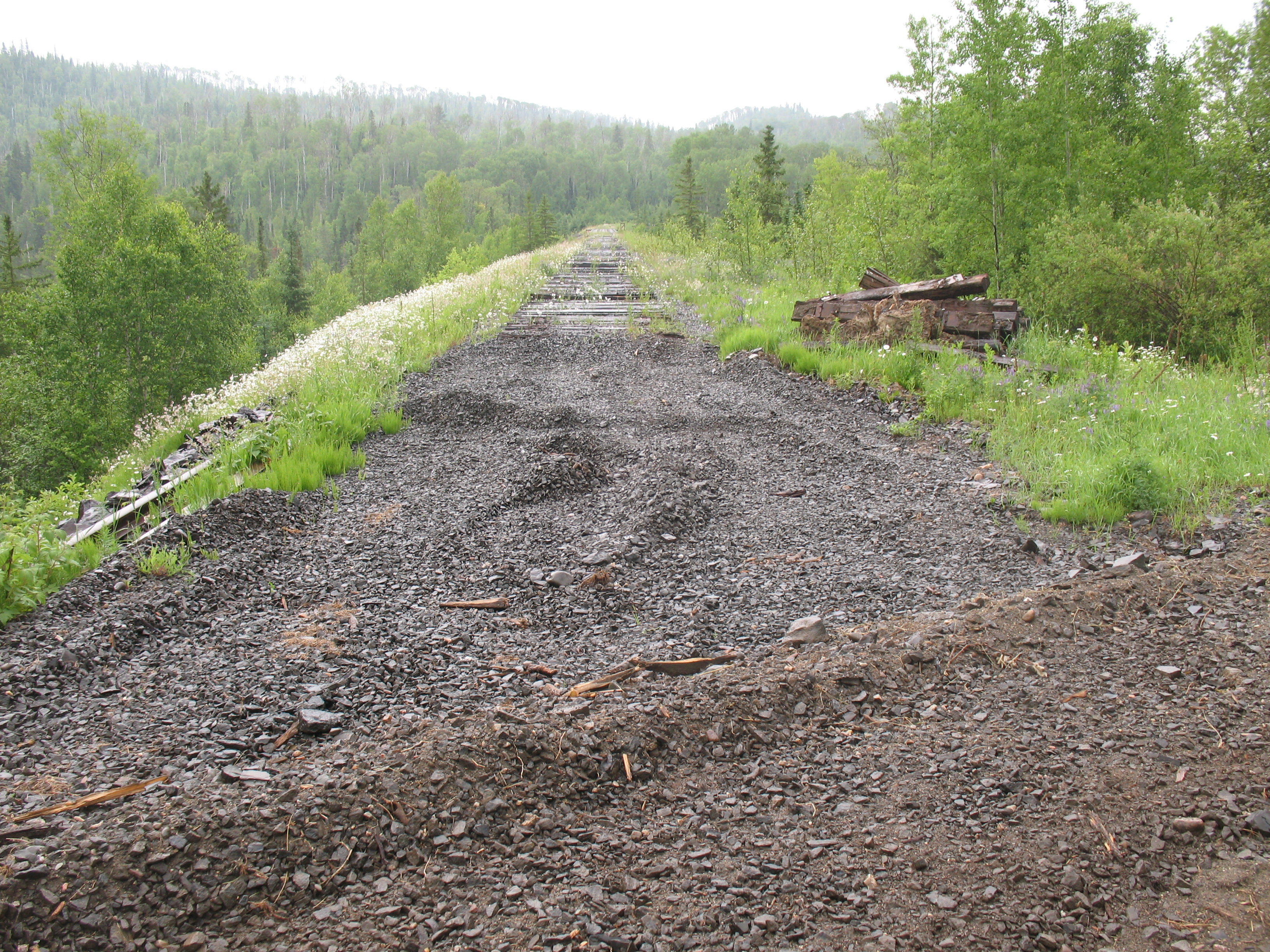
Stillgelegte Eisenbahnstrecke, 2010

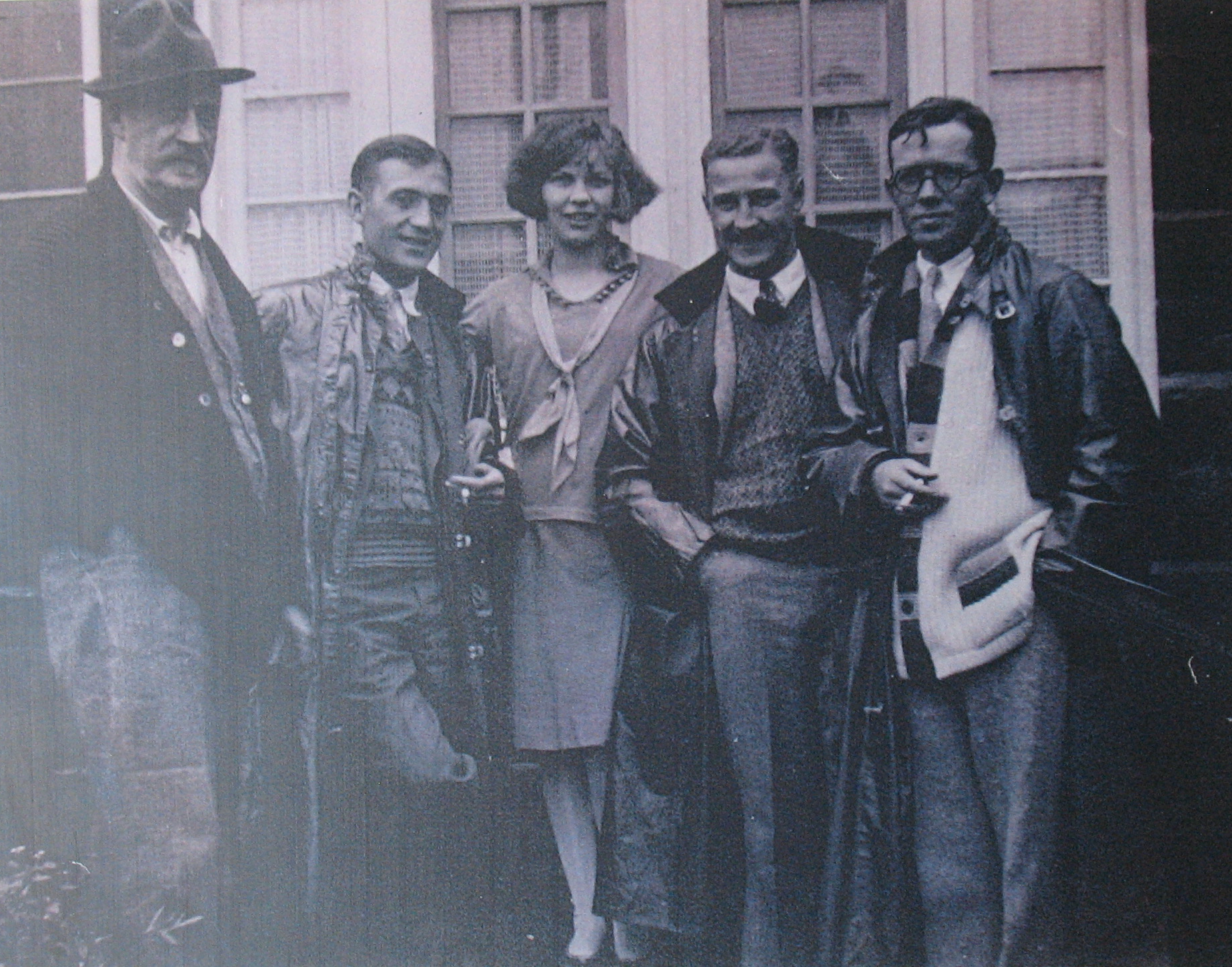
Neil McDougall mit Besuchern der Lodge, um 1930

Weil Prince Arthur, der Generalgouverneur von Kanada, und Prince Edward, der spätere Herzog von Windsor, sich dort 1916 und 1919 aufgehalten hatten, erhielt die Lodge den heutigen Namen. Eigentümerin war weiterhin die Eisenbahn, geführt wurde das Haus von dem Schotten Neil McDougall. 1940 entstand ein kurzer Filmbeitrag über die Nipigon Lodge. Ende der 1940er Jahre war Don Gapen der Inhaber.

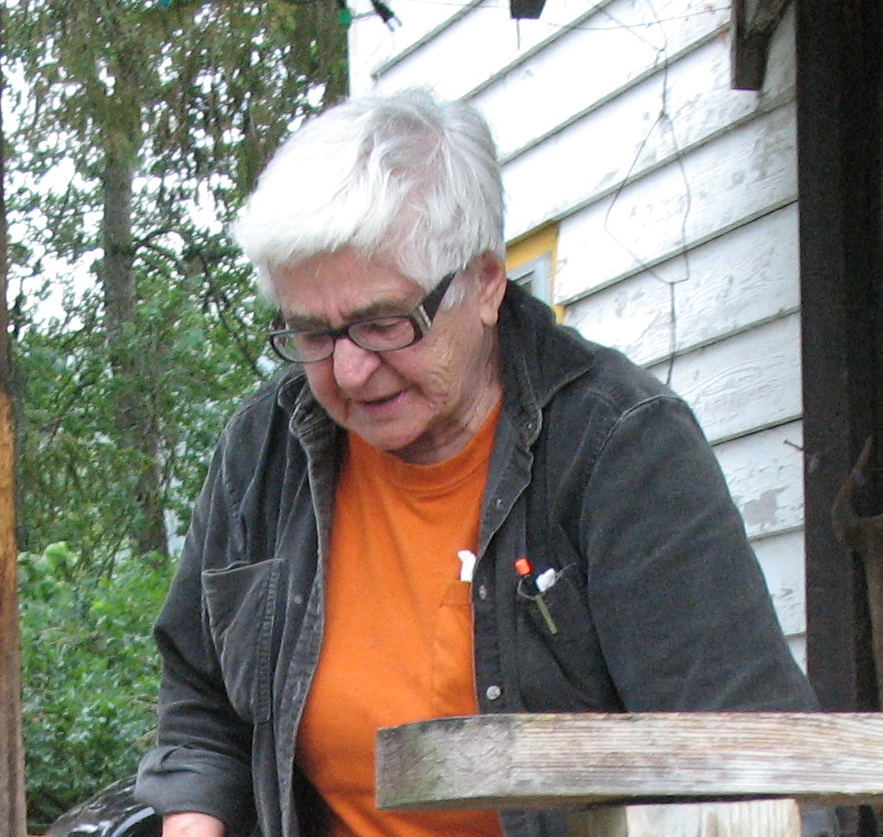
Olga Jalkanen, 2010

1973 zerstörte ein Feuer einen erheblichen Teil der Anlage, die 1975 Art und Olga Jalkanen (* 1927; † 12. Dezember 2017), örtliche Ausrüster und Angler, erstanden. Die heute über 100 Jahre alten Cabins hatten das Feuer überstanden. Die neuen Eigentümer bauten sich ein neues Wohnhaus und dehnten die Öffnungszeiten vom 1. Mai bis zum 20. Oktober aus. Jahrzehnte nach Stilllegung der örtlichen Eisenbahnverbindung wurden die Gleise 2010 entfernt. Nunmehr operierten die Inhaber nur noch als „Resort and Trailer Park“. 2017 starb Olga Jalkanen im Alter von 90 Jahren, nachdem ihr Mann schon ein Jahrzehnt zuvor verschieden war.

## Belege
1. ↑  The Timber Producer (1992), S. 32.
2. ↑  International Railway Journal 23–24 (1915), S. 12; eine Meldung vom Oktober 1916 ist  wiedergegeben.
3. ↑  Opening Lodge, in: International Railway Journal, Juli 1916.
4. ↑  E. M. Walker: The Odonata of the Thunder Bay district, Ontario, in: The Canadian Entomologist 56–57 (1924) 170–176, hier: S. 171.
5. ↑  Einen Gesamteindruck vermittelt dieses Foto von etwa 1919.
6. ↑  The Dominion of Canada, Baedeker 1922, S. 267.
7. ↑  Official Guide of the Railways and Steam Navigation Lines of the United States, Porto Rico, Canada, Mexico and Cuba, National Railway Publication Company, 1931, S. 1203.
8. ↑  Memories of the Nipigon, in: Canadian National Railway Magazine, August 1939.
9. ↑  Canadian National Magazine, 15 (1929), S. 42.
10. ↑  Sound and Silent Motion Pictures, American Museum of Natural History. Department of Education, 1940, S. 52.